# 화살나무
화살나무는 노박덩굴나무과의 식물이다. 학명은 Euonymus alatus이다. 속명으로는 홋잎나무, 참빗나무, 참빗살나무, 챔빗나무로 불린다.

## 생태
가지에 회갈색 코르크 날개가 달렸는데 그 모습이 화살깃처럼 생겨서 화살나무라고 한다. 갈잎 떨기나무로 키는 3m를 넘지 않는다. 잎은 마주나며 버들잎처럼 타원 모양이거나 거꾸로 된 달걀 모양이고 가장자리에 잔톱니가 있다. 잎 뒷면은 털이 거의 없고 잎자루는 아주 짧다. 가을에 붉게 단풍이 든다. 5~6월에 잎겨드랑이의 취산꽃차례에 자잘하고 연한 풀색 꽃이 2~5개씩 모여 피는데 매우 작아 잘 보이지 않는다. 열매는 삭과로 9~10월에 타원 모양으로 붉게 익는다. 다 익으면 껍질이 벌어져 주홍색 씨가 나온다.
가지에 달린 날개와 뿌리 껍질을 약으로 쓴다.

## 사진

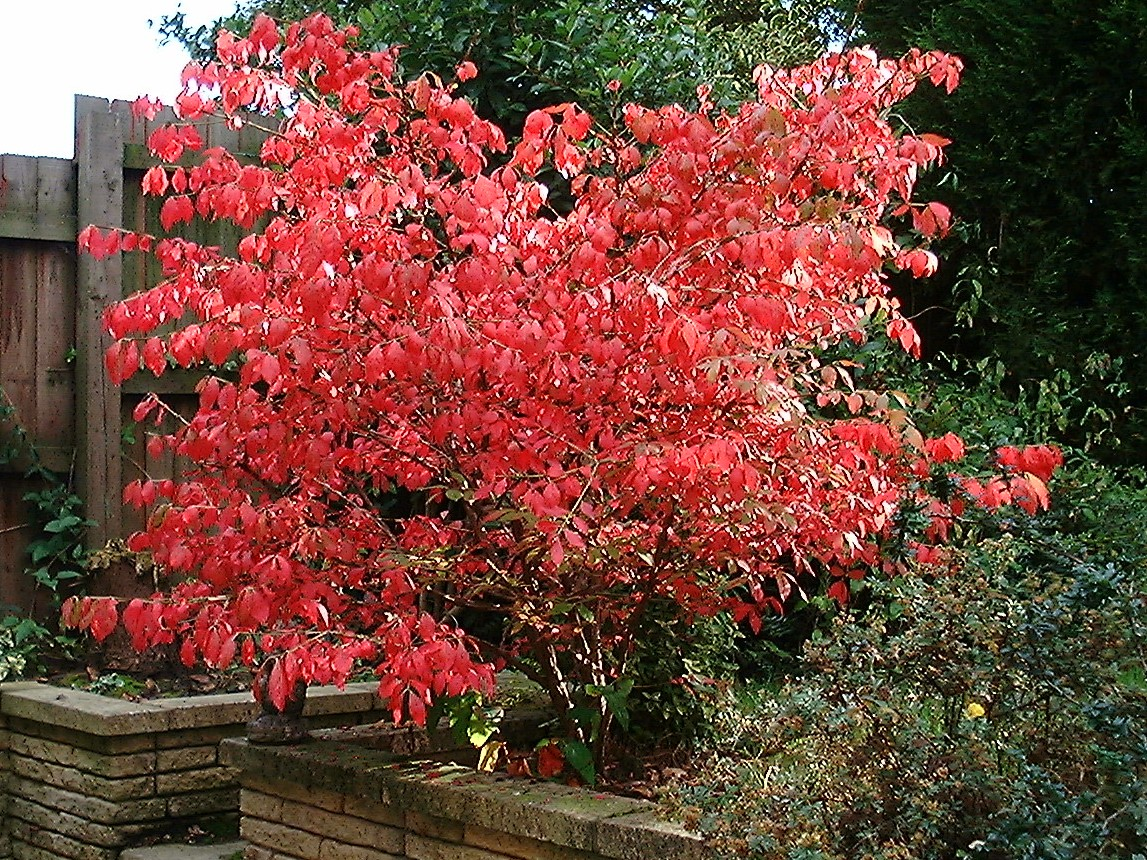
단풍 든 화살나무
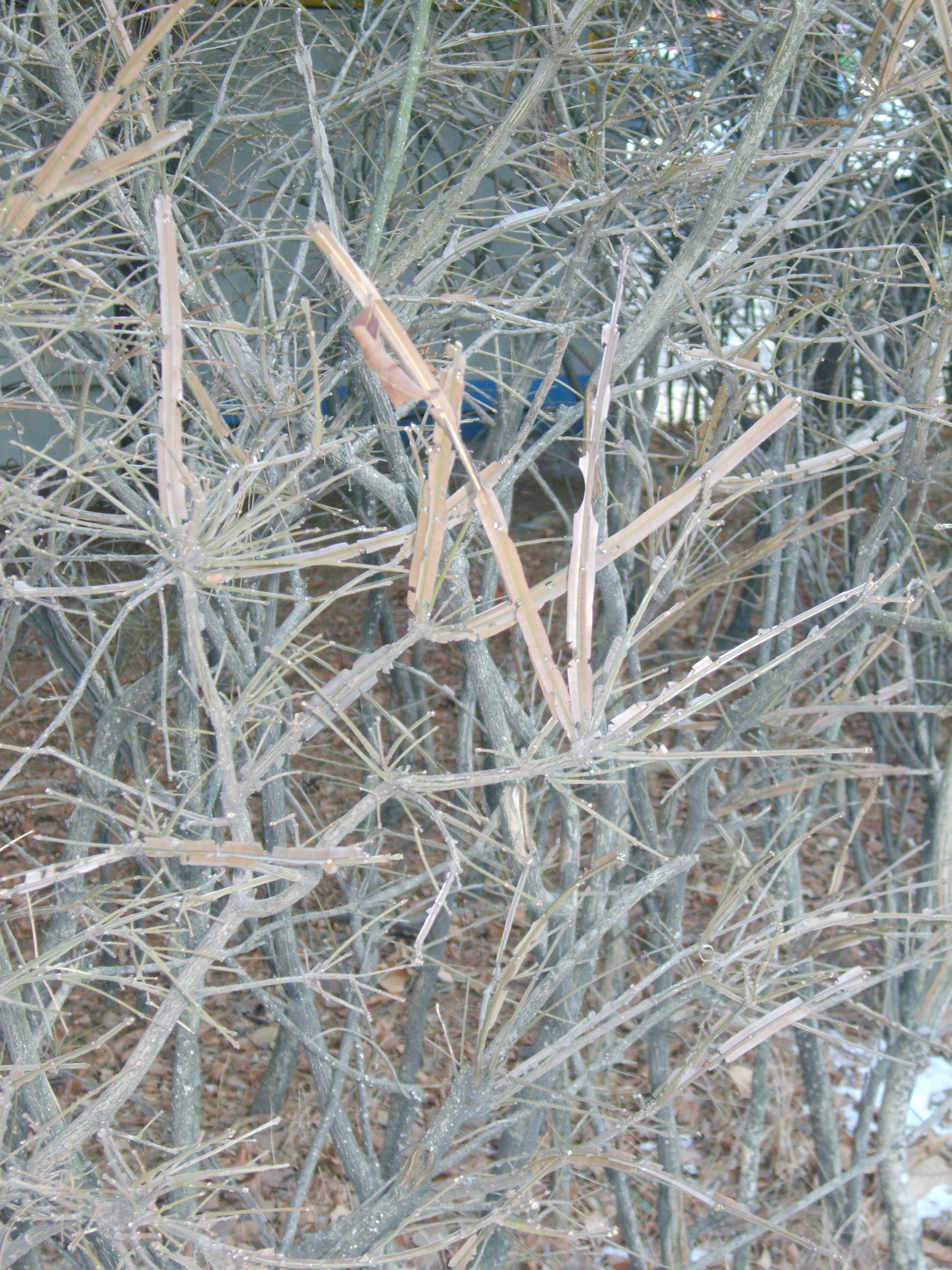
화살깃 모양 줄기
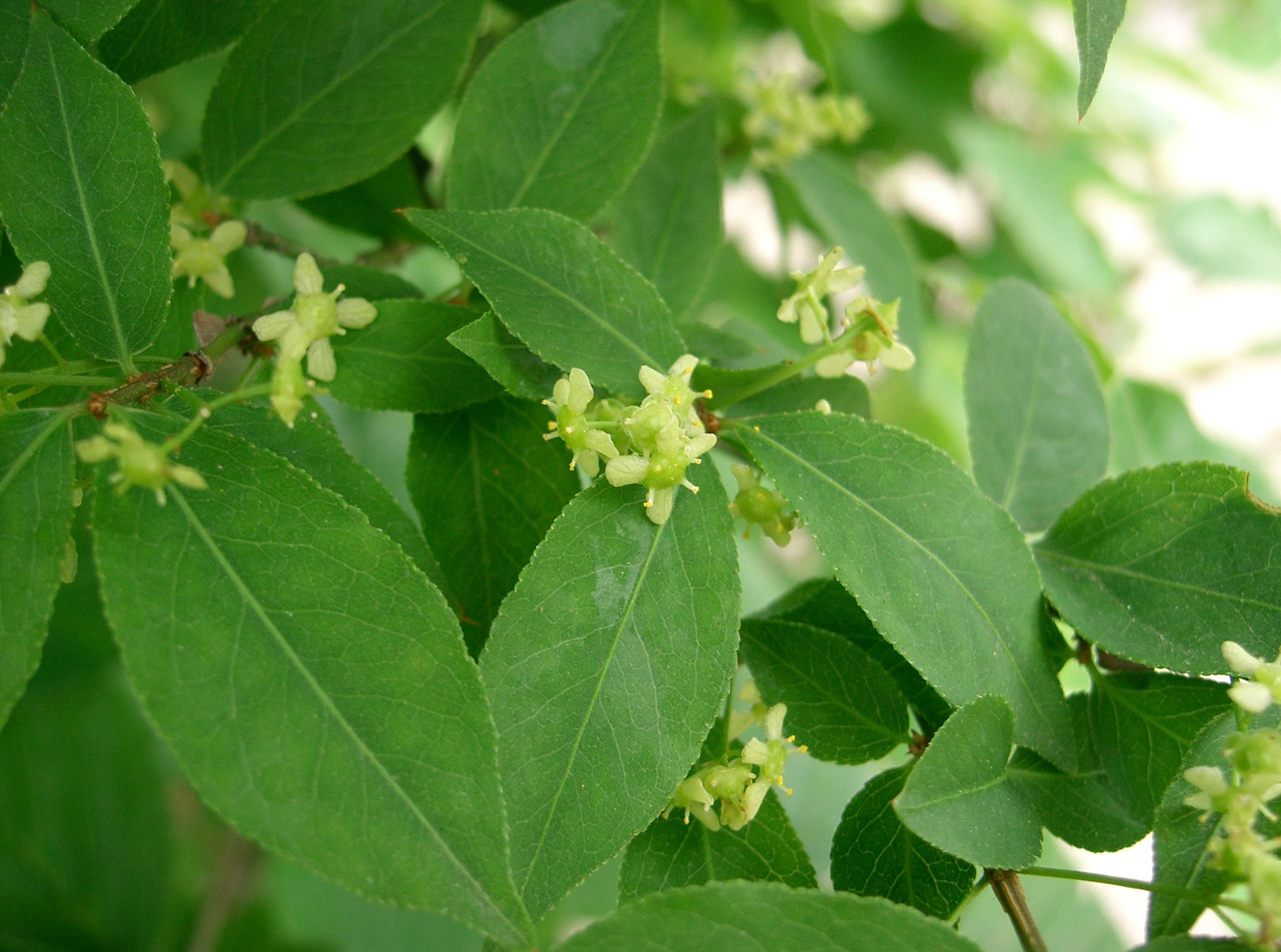
잎, 꽃
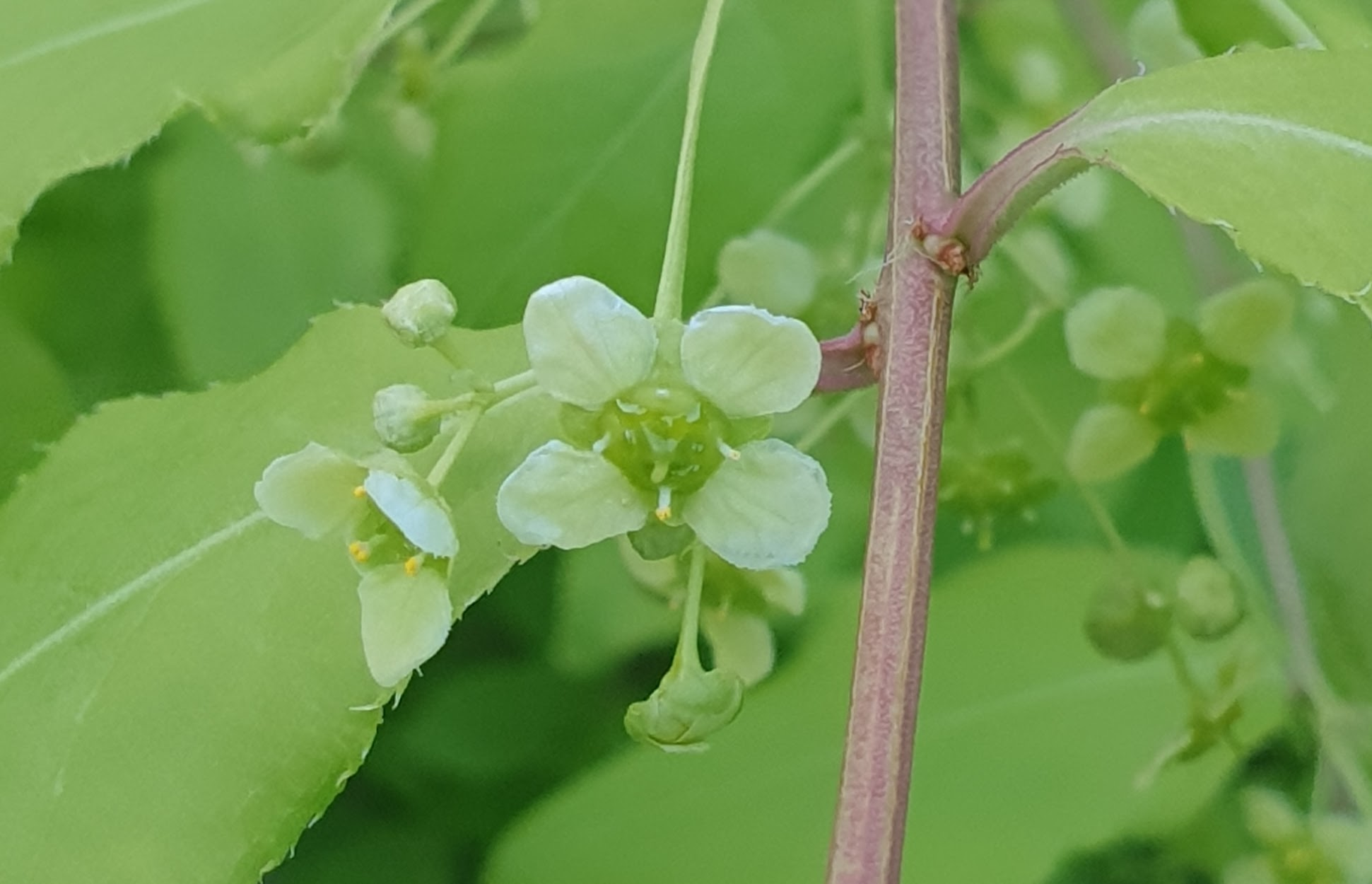
꽃, 노랑 수술

## 품종
- 회잎나무(E. alatus for. ciliatodentatus (Franch. & Sav.) Hiyama) - 가지에 날개가 없다.
- 당회잎나무(E. alatus for. apterus (Regel) Rehder)
- 털화살나무(E. alatus for. pilosus (Loes. & Rehd.) Ohwi)

## 문학 속의 화살나무
| “ | 그리움이란 저렇게 제 몸의 살을 낱낱이 찢어 갈기 세운 채 달려가고 싶은 것이다... | ” |
|   | — 박남준.〈화살나무〉,《적막》(창비, 2005)                                      |   |

## 참고 자료
- 《조경수목 핸드북》(광일문화사, 2000) ISBN 89-85243-25-X
- 《나무 쉽게 찾기》(진선출판사, 2004) ISBN 978-89-7221-414-4
- 《나무도감》(도서출판 보리, 2001) ISBN 89-8428-060-7